# Lewis Stadler
Lewis John Stadler (6 juillet 1896 - 12 mai 1954) est un généticien américain. Ses recherches se concentrent sur les effets mutagènes de différentes formes de rayonnement sur des plantes économiquement importantes comme le maïs et l'orge.

## Biographie
Lewis John Stadler est né à St Louis, Missouri, en 1896 de Henry Louis et Josephine Ehrman Stadler. Les premiers efforts de Stadler en matière d'éducation sont banals, mais deux étés travaillés dans des fermes du Midwest suscitent un intérêt pour l'agriculture. Il commence ses études de premier cycle à l'Université du Missouri et obtient un BS en agriculture à l'Université de Floride (1917). Ensuite, il retourne à l'Université du Missouri et obtient l'AM (1918). Post-AM, il s'enrôle dans l'artillerie de campagne de l'armée des États-Unis, bien que sa commission de sous-lieutenant n'ait pas été utilisée à l'étranger en raison de la fin de la Première Guerre mondiale. Stadler passe 1919 dans des études supérieures à l'Université Cornell avec Harry Houser Love et Rollins Emerson. Il retourne à l'Université du Missouri et termine son doctorat en 1922. Après avoir obtenu son diplôme, il rejoint la faculté des grandes cultures de l'Université du Missouri. Stadler reste dans le Missouri jusqu'en 1954 et est professeur invité au California Institute of Technology (1940) et à l'Université Yale (1950). Il occupe simultanément un poste au Département de l'Agriculture des États-Unis à partir de 1930. Stadler est président de plusieurs organisations universitaires, notamment la Genetics Society of America, l'American Society of Naturalists et Sigma Xi.
Alors que Stadler passe presque toute sa vie universitaire à l'Université du Missouri, il est également impliqué dans des activités externes. Au cours des années 1930, Stadler participe aux efforts visant à amener des scientifiques européens aux États-Unis pour échapper au nazisme. En 1948, Stadler est nommé délégué au huitième Congrès international de génétique, qui se réunit à Stockholm. Cependant, le département américain de l'Agriculture rejette sa demande de passeport et mène une enquête sur la loyauté.
Stadler épouse Cornelia Field Tuckerman en 1919. Ils ont six enfants : Maury, Henry, David, John, Eliot et Joan.
Bien que les recherches initiales de Stadler aient porté sur la technique des parcelles de terrain et l'Agronomie, son principal intérêt de recherche est la génétique, concentrée sur l'étude de la mutation dans le maïs. En 1925, il remporte une bourse du Conseil national de recherches en biologie pour une étude sur la variation des valeurs de liaison chez le maïs. Il travaille sur les effets des traitements aux rayons X et fait des études comparatives de mutations causées par les rayons X et par les rayons ultraviolets. Son travail lui vaut une réputation internationale.
Il meurt d'une leucémie en 1954. En son honneur, l'Université du Missouri organise le Stadler Genetics Symposium tous les deux ans.